# Jirmale
Jirmale (nep. जिर्मले) – gaun wikas samiti we wschodniej części Nepalu w strefie Meći w dystrykcie Ilam. Według nepalskiego spisu powszechnego z 2001 roku liczył on 922 gospodarstw domowych i 4717 mieszkańców (2294 kobiet i 2423 mężczyzn).